# Petrodolynske
Petrodolynske (ukrainisch Петродолинське; russisch Петродолинское Petrodolinskoje; früherer deutscher Name Petersthal/Peterstal) ist ein Dorf im Süden der Ukraine im Rajon Odessa in der Oblast Odessa mit etwa 3118 Einwohnern.

## Geographie
Das Dorf liegt an der Europastraße 87 / M 15 27 km nördlich vom ehemaligen Rajonzentrum Owidiopol und 31 km westlich vom Oblastzentrum Odessa.
Am 12. Juni 2020 wurde das Dorf ein Teil der Landgemeinde Welykyj Dalnyk im Rajon Biljajiwka; bis dahin bildete es die Landratsgemeinde Petrodolynske (Петродолинська сільська рада/Petrodolynska silska rada) im Zentrum des Rajons Owidiopol.
Am 17. Juli 2020 wurde der Ort Teil des Rajons Odessa.

## Geschichte
Die deutsche Kolonie Peterstal wurde 1805 am linken Ufer des Flusses Baraboj (ukr. Барабой) von ungefähr 40 bis 50 Kolonistenfamilien aus Württemberg, aus dem Rheinland und aus Ungarn besiedelt.
Die evangelisch-lutherische Gemeinde der Kolonie Peterstal wurde 1812 genehmigt (davor gehörte Peterstal zum Freudentaler Kirchspiel). Zunächst wurden Gottesdienste in dem Schulgebäude gehalten, später in einem Fleischlager, bis 1837 eine eigene Kirche gebaut wurde, welche 1846 und 1887 restauriert wurde. Aktuell ist das Kirchengebäude in Trümmern.

## Persönlichkeiten
- Albert Hetterle (1918–2006), Schauspieler, Regisseur und Theaterleiter.